# Jengish Chokusu
Le Jengish Chokusu, également connu sous son ancien nom pic Pobedy, est une montagne qui s'élève à 7 439 mètres d'altitude, point culminant du massif du Tian Shan et du Kirghizistan, à la frontière avec la Chine. Il constitue un symbole historique pour différents pays. Il est gravi pour la première fois en 1956 par Vitaly Abalakov. Sommet particulièrement dangereux, son ascension est principalement tentée par des alpinistes russes.

## Toponymie
Le nom officiel de ce mont est Jengish Chokosu, ce qui signifie « le sommet de la victoire » en kirghiz. Pendant l'ère soviétique, son nom russe est d'abord 20 Komsomol pour commémorer les vingt ans de l'organisation, puis pic Pobedy (ou pic Pobeda), c'est-à-dire le « pic de la Victoire », appellation donnée en 1943 en l'honneur de la bataille de Stalingrad et encore utilisée au début du XXIe siècle. En ouïghour, on le nomme aussi Tömür, transcrit en chinois par Tuōmù'ěr Fēng (托木尔峰), ce qui donne finalement « pic de Fer ». L'anglais reprend cette terminologie en l'appelant Tomur Peak.

## Géographie
Le Jengish Chokusu est situé à l'extrême Est du Kirghizistan, dans l'oblasty d'Ysyk-Köl, et à l'Ouest de la République populaire de Chine, dans la région autonome du Xinjiang, sur la frontière séparant les deux pays. Il se trouve à 450 kilomètres à l'est-sud-est de la capitale kirghize Bichkek et 100 kilomètres au nord d'Aksou, chef-lieu de la préfecture chinoise du même nom. Le sommet s'élève à 7 439 mètres d'altitude dans la chaîne du Tian Shan dont il constitue le point culminant. C'est également celui du Kirghizistan et le deuxième plus haut sommet de l'ancienne Union des républiques socialistes soviétiques.
Situé à 20 km au sud du Khan Tengri, il est entouré de glaciers dont Inylchec, le plus grand glacier du Tian Shan. Il se présente comme une longue arête englacée d'où s'élèvent plusieurs cimes, mais seule la principale dépasse les 7 000 mètres.

## Histoire
Bien que le Jengish Chokusu soit 400 mètres plus haut, le Khan Tengri a été considéré jusqu'à une étude de 1946 comme le point culminant du Tian Shan.
La première ascension officielle du sommet a été réalisée en 1956 par l'équipe de Vitaly Mikhaylovich Abalakov, même si des ascensions antérieures ne sont pas à exclure dès 1938. Une expédition chinoise est venue à bout de la montagne par le versant Sud en 1977, le rapport ne faisant aucune mention de la précédente ascension et donnant l'impression que cet exploit était une première. La première hivernale est réussie par Valery Khrichtchatyi en février 1990.

## Ascension
Encore au début du XXIe siècle, le Jengish Chokusu reste très peu gravi, en raison de son isolement et de la difficulté de ses voies puisque le taux d'échecs et d'accidents mortels est parmi les plus élevés d'Asie, du fait des avalanches et du climat extrême. La majorité des alpinistes qui parviennent au sommet sont russes. En effet, l'ascension des cinq sommets de plus de 7 000 mètres de l'ancienne URSS, dont fait partie le pic Pobedy avec le pic Ismail Samani (7 495 m), le pic Lénine (7 134 m), le pic Korjenevskoï (7 105 m) et le Khan Tengri (7 010 m), est récompensée par le « prix Léopard des Neiges ».
La voie classique pour atteindre le sommet a été ouverte en 1961 par l'équipe de D. Medzmarishvili et est cotée 5b selon l'échelle russe. Elle part du glacier Zvezdochka, un affluent de l'Inylchec, et passe par le sommet occidental à 6 918 mètres d'altitude, avant de suivre la crête jusqu'au sommet principal sur douze kilomètres. Il existe cinq autres voies en face Nord, cotées 5b à 6a, dont celle empruntée par Abalakov, plus directe.